# Lista de cidades de Saskatchewan

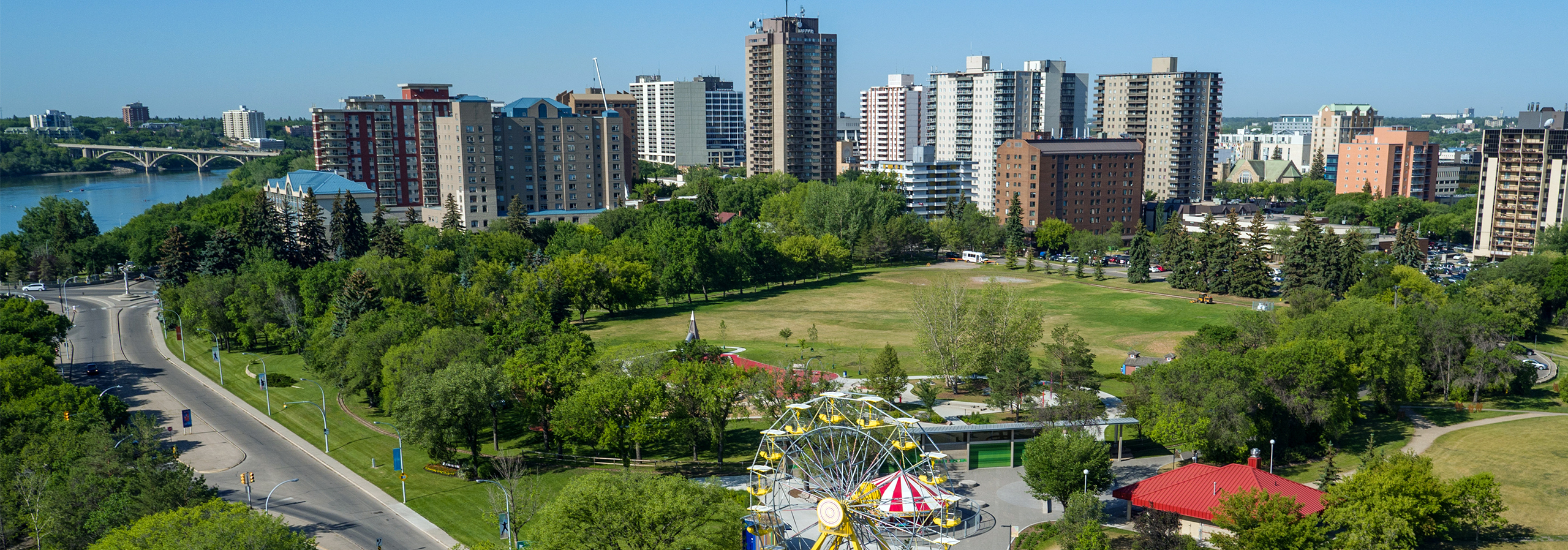
Saskatoon, com 246 mil habitantes, é a maior cidade de Saskatchewan.

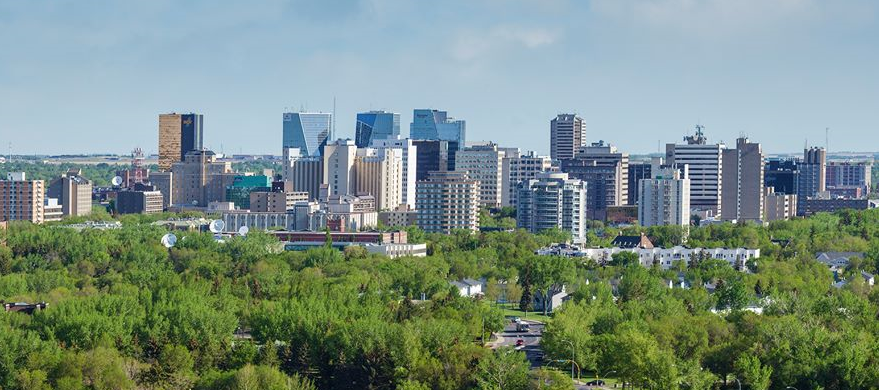
Regina, 215 mil habitantes, capital e segunda maior cidade de Saskatchewan.

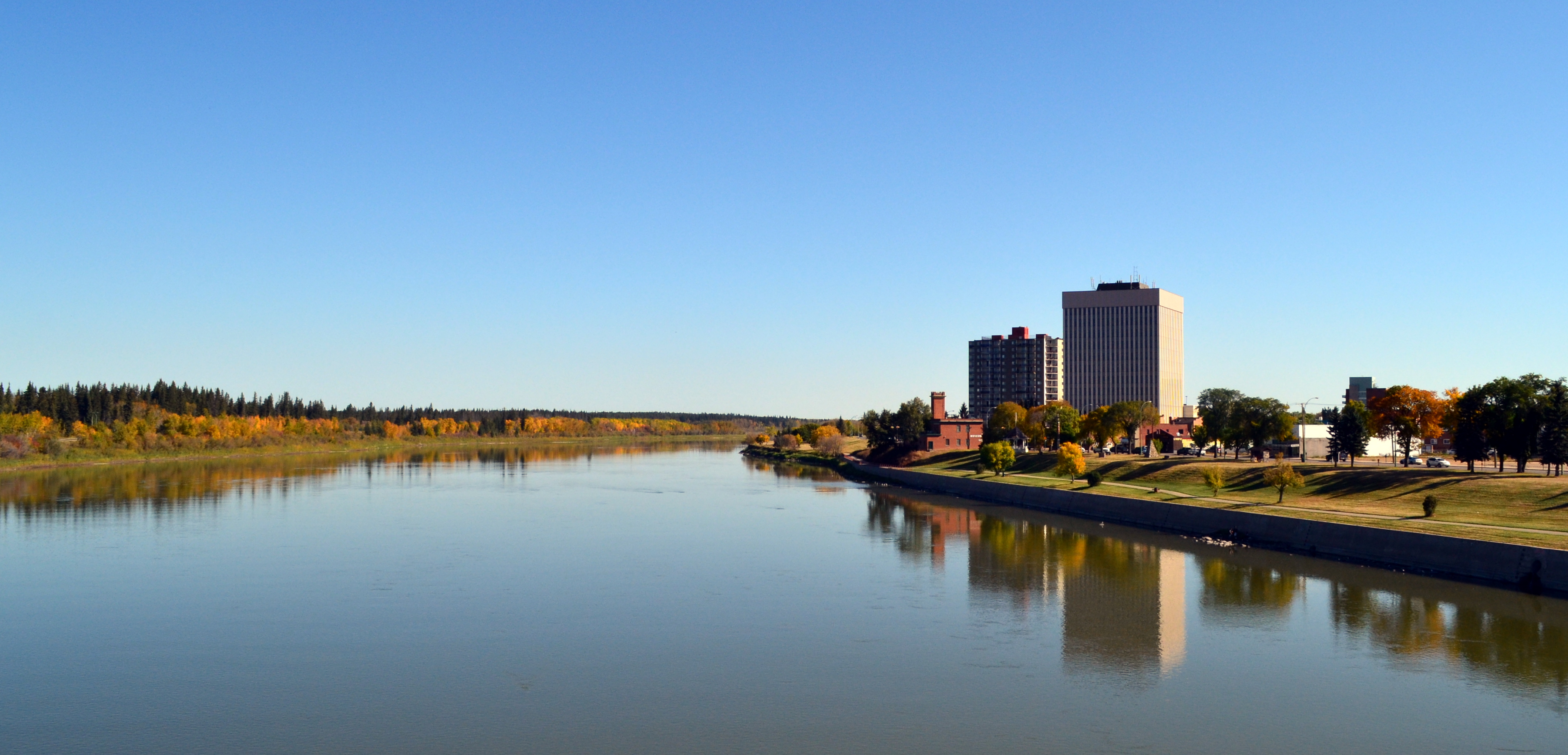
Prince Albert, terceira maior cidade de Saskatchewan.

O termo "cidade" é uma classificação para municípios urbanos usada na província canadense de Saskatchewan. Uma cidade é criada a partir de uma comunidade pelo Ministro dos Assuntos Municipais por ordem ministerial através da seção 39 da Lei das Cidades se a cidade tiver uma população de 5 mil ou mais e a mudança no status for solicitada pelo conselho da cidade. No início da história da província, o limite necessário para o status de cidade era muito menor, pois Saskatoon e Regina atingiram o status de cidade com populações na faixa de somente 3 mil. Apenas uma cidade, Melville, atualmente tem uma população bem abaixo da marca de 5 mil, mas mantém seu status de cidade desde 2015.
Saskatchewan tem 16 cidades, incluindo Lloydminster, que atravessa a fronteira provincial com Alberta, mas não inclui Flin Flon, que atravessa a fronteira provincial com Manitoba. Não incluindo Flin Flon, as cidades de Saskatchewan tinham uma população cumulativa de 595.707 e uma população média de 37.232 habitantes no censo de 2011. As maiores e menores cidades de Saskatchewan são Saskatoon e Melville, com populações de 222.189 e 4.546, respectivamente.

## Lista
| Nome             | Divisão        | Data de incorporação   | População (2016) | Área (km2) | Densidade populacional (hab./km²) |
| ---------------- | -------------- | ---------------------- | ---------------- | ---------- | --------------------------------- |
| Estevan          | Divisão N.º 01 | 1 de março de 1957     | 11,483           | 18.85      | 586.6                             |
| Flin Flon        | Divisão N.º 18 | —                      | 203              | 2.37       | 96.4                              |
| Humboldt         | Divisão N.º 15 | 7 de novembro de 2000  | 5,869            | 13.46      | 421.9                             |
| Lloydminster     | Divisão N.º 17 | 1 de janeiro de 1958   | 11,765           | 17.34      | 563.6                             |
| Martensville     | Divisão N.º 11 | 3 de novembro de 2009  | 9,645            | 6.23       | 1,239.3                           |
| Meadow Lake      | Divisão N.º 17 | 9 de novembro de 2009  | 5,344            | 7.95       | 634.2                             |
| Melfort          | Divisão N.º 14 | 2 de setembro de 1980  | 5,992            | 14.78      | 377.3                             |
| Melville         | Divisão N.º 05 | 1 de agosto de 1960    | 4,562            | 14.82      | 306.7                             |
| Moose Jaw        | Divisão N.º 07 | 20 de novembro de 1903 | 33,890           | 50.68      | 656.5                             |
| North Battleford | Divisão N.º 16 | 1 de maio de 1913      | 14,315           | 33.55      | 414                               |
| Prince Albert    | Divisão N.º 15 | 8 de outubro de 1904   | 35,926           | 65.74      | 534.4                             |
| Regina           | Divisão N.º 06 | 19 de junho de 1903    | 215,106          | 145.45     | 1,327.6                           |
| Saskatoon        | Divisão N.º 11 | 26 de maio de 1906     | 246,376          | 209.56     | 1,060.3                           |
| Swift Current    | Divisão N.º 08 | 15 de janeiro de 1914  | 16,604           | 24.04      | 644.9                             |
| Warman           | Divisão N.º 11 | 27 de outubro de 2012  | 11,020           | 8.54       | 829.7                             |
| Weyburn          | Divisão N.º 02 | 1 de setembro de 1913  | 10,870           | 18.49      | 566.9                             |
| Yorkton          | Divisão N.º 09 | 1 de fevereiro de 1928 | 16,343           | 25.77      | 608.1                             |
| Total            |                | —                      | 629,233          | 675.25     | 882.2                             |